# ファイナルカット (1995年の映画)
ファイナルカット（原題：The Final Cut）は1995年のアメリカ合衆国のビデオ用アクション・サスペンス映画。監督はロジャー・クリスチャン、出演はサム・エリオットなど。

## 概要
シアトルで起こった連続爆破予告事件の犯人と、元爆弾処理班の隊長との対決を描いた作品。クラッシュ・レイランドの原作をもとにラウル・イングリスが脚本を手がけた。
本作の高層ビルの爆破シーンは、実際に解体される建物の爆破の瞬間をロケーションしており、黒煙を出す粉爆弾などを使用して撮影が行われた。また、ショッピングモールの爆破も実際に行われたものである。
ビデオ用映画として製作されたが、日本では東京国際ファンタスティック映画祭'96にて上映が行われた。

## あらすじ
正体不明の爆弾魔がシアトルの街に現れる。爆弾処理班は爆弾に仕掛けられた犯人のトリックを見破れず、次々と建物が爆破され仲間が犠牲になっていく。そこで処理班はかつて班で活躍した元処理班の男、ジョン・ピアースを仲間に加える。やがて犯人の目的が、政治的要求や金銭ではなく、爆弾処理班への挑戦であることが発覚する。

## キャスト
- ジョン・ピアース：サム・エリオット（沢木郁也）
- キャサリン・ハーディ：アン・ラムゼイ（根谷美智子）
- ウェルドン・マメット：チャールズ・マーティン・スミス
- フォーサイス大佐：レイ・ベイカー
- トルバーグ：エリック・アンダーソン
- エマーソン：マット・クレイヴン
- サラ：リサ・ラングロイス
- ロススタイン：アマンダ・プラマー